# Westmalle
Westmalle (Вестмалле) — торговая марка бельгийского траппистского пива, которое производится на территории аббатства Вестмалле в одноименном муниципалитете бельгийской провинции Антверпен. Сейчас является одним из самых популярных образцов траппистского пива.

## История
Монастырь Ордена цистерцианцев в Вестмалле (полное название — нидерл. Abdij Onze-Lieve-Vrouw van het Heilig Hart van Jezus) был основан в 1794 году, статус траппистского аббатства получил в 1836 г. Первый аббат Вестмалле Мартинус Дом принял решение об учреждении на территории аббатства пивоварни, которая производила бы пиво для нужд монахов, а также на продажу для получения средств для благотворительных нужд. Уже в конце 1836 году была сварена первая партия пива, которое представляло собой напиток со сравнительно небольшим содержанием алкоголя и сладковатым вкусом.
В 1856 пивоварня начала выпуск нового сорта продукции, крепкого пива, которое получило название двойное (нидерл. Dubbel) и считается первым образцом Dubbel, одного из классических видов траппистского пива. Значительно позже, в 1934 году аббатство в Вестмалле стало первым производителем и другой классической разновидности траппистского пива — Tripel, то есть тройного, которое имело еще большее содержание алкоголя (на уровне 9,5 %). В то время производство пива в аббатстве происходило уже на новых производственных мощностях, построенных в 1933 г.
Очередное расширение и модернизация производства были проведены в 1991 году и, сейчас пивоварня Westmalle способна выпускать 45 тысяч бутылок пива каждый час (после введения новой линии розлива в 2000), её годовые объемы производства составляют 1,2 млн декалитров этого напитка.
Доходы от продаж пива этой торговой марки традиционно направляются на обеспечение финансовых потребностей аббатства и благотворительность. Значительную долю персонала пивоварни продолжают составлять монахи, хотя большинство рабочих (40 из 62) — все же наемные работники из мирян.

## Ассортимент пива
Ассортимент пива Westmalle включает два классических сорта, которые разливаются в стеклянные бутылки содержанием 0,33 л:
- Westmalle Dubbel — темное крепкое пиво с содержанием алкоголя 7,0 %. Считается первым образцом траппистского Dubbel, впервые пиво с таким названием появилось в 1856. Современная рецептура напитка используется с 1926.
- Westmalle Tripel — светлое крепкое пиво с содержанием алкоголя 9,5 %. Считается первым образцом траппистского Tripel, впервые пиво с таким названием появилось в 1934. Современная рецептура напитка используется с 1956. Высокое содержание алкоголя достигается дополнительным спиртовым брожением пива, к которому добавляются сахар и дрожжи после разлива в бутылки.

Кроме этого, пивоварня производит сорт Westmalle Extra — светлое пиво с содержанием алкоголя 4,5 %. Как и большинство сортов траппистского пива с умеренным содержанием алкоголя, представляет собой так называемое Patersbier, то есть пиво, сваренное прежде всего для собственных нужд монахов. Также доступно для продажи на территории аббатства.